# Romanos I Lekapenos
Romanos I Lekapenos (Grieks: Ρωμανός Α΄ Λακαπήνος, Rōmanos I Lakapēnos; Armeens: Ռոմանոս Ա Լակապենոս, Romanos I Lakapenos) (Lekapa in Cappadocië, ± 870 - Proti, 15 juni 948) was van 919 tot 944 keizer van het Byzantijnse Rijk.

## Jeugd en militaire loopbaan
Romanos Lekapenos werd geboren ca. 870 te Lekapa uit een gezin van Armeense afkomst. Zijn vader was een eenvoudig soldaat genaamd Theophylaktus (met de eigenaardige bijnaam "de onverdraaglijke"). Theophylaktus redde het leven van keizer Basileios I tijdens de slag bij Divriği. Als dank daarvoor werd Theophylaktus opgenomen in de keizerlijke garde.
Romanos kreeg niet meer dan een eenvoudige opvoeding en koos voor een militaire loopbaan. Hij maakte carrière en werd admiraal van de vloot in Samos (eiland) en later bereikte hij de hoogste functie in de vloot: admiraal van de vloot in Constantinopel (droungarios tou ploimou). In 917 had hij met zijn vloot het leger moeten steunen in de slag bij Pomorie. Door logistieke redenen mislukte die operatie en het Byzantijnse leger leed een van de zwaarste nederlagen in zijn geschiedenis. Dit had blijkbaar geen nadelige gevolgen voor Romanos maar wel voor het regentenbewind van de keizerin-weduwe Zoe Karbonopsina en haar adviseur Leo Phokas.

## Machtsgreep
Terug in Constantinopel kreeg Romanos steeds meer invloed, vooral bij de minderjarige keizer Constantijn VII Porphyrogennetos. In 919 trouwden Constantijn en Romanos' dochter Helena. Romanos kreeg toen de titel basileopator. Het volgende jaar kreeg hij eerst de titel caesar, en werd op 17 december 920 gekroond tot medekeizer. In 921 werd Romanos eerste keizer en werden zijn zoons gekroond tot medekeizer, hoewel Constantijn VII de eerste positie onder de medekeizers had. Romanos liet zijn dochters trouwen met leden van vooraanstaande families en hij maakte een einde aan een slepend kerkelijk conflict waardoor patriarch Nicholas Mystikos uit ballingschap kon terugkeren en de relatie met de paus werd hersteld.
Omdat Constantijn geen haar op zijn hoofd werd gekrenkt werd Romanos de zachtmoedige usurpator genoemd.

## Keizerschap

### Politiek op de Balkan
De belangrijkste kwestie tijdens het bewind van Romanos was het conflict met Bulgarije onder Simeon I van Bulgarije. Het regentenbewind had de keizerstitel van Simeon erkend, een kwestie waar verschillende Byzantijnse regeringen over waren gevallen. Romanos was vastbesloten om deze erkenning ongedaan te maken. De eerste jaren van Romanos' bestuur werden zo overheerst door de oorlog tegen Bulgarije. Simeon was sterker dan Romanos maar kon niet meer doen dan Constantinopel op land in te sluiten. Hij was niet in staat om de stad te veroveren. Uiteindelijk kwam het in 924 tot onderhandelingen in Eyüp. Er werd een vrede gesloten waarbij Romanos de keizerstitel van Simeon alsnog erkende, hoewel er de komende jaren over en weer voortdurend discussie zou blijven over de exacte formulering van de titel.
Na de dood van Simeon in 927 werd hij opgevolgd door zijn zoon tsaar Peter I. Peter liet kort na zijn aantreden een inval in Thracië uitvoeren, vooral bedoeld om een sterke indruk te maken op de Bulgaarse adel. Peter was daarom direct bereid tot vredesbesprekingen die leidden tot een nieuw verdrag en een huwelijk van Peter met Romanos' kleindochter Maria. Maria veranderde voor deze gelegenheid haar naam in Irene (wat "vrede" betekent). Romanos' oudste zoon Christophoros Lekapenos, vader van Maria, werd tegelijk tot eerste medekeizer benoemd. 
Tegelijk met het verdrag met de Bulgaren sloot Romanos ook een verdrag met Časlav Klonimirović en formaliseerde hiermee een onafhankelijke Servische staat. Door de verdragen van 927 werd de vrede tussen Bulgarije en het Byzantijnse Rijk voor langere tijd zeker gesteld.

### Campagnes in het Oosten
Romanos benoemde de briljante generaal Johannes Kourkouas tot opperbevelhebber in het oosten. De vrede met de Bulgaren maakte het mogelijk om meer troepen naar de oostelijke grens te sturen. Johannes onderdrukte een opstand Pontus (gebied) en stelde orde op zaken in Armenië (924). Daarna begon Johannes een reeks campagnes tegen de Arabieren en veroverde in 934 de strategische stad Malatya. 
Johannes was weer teruggekeerd naar de oostelijke grens en viel in 943 Mesopotamië binnen, en belegerde in 944 de stad Edessa. Na onderhandelingen stemde Johannes erin toe om het beleg op te heffen, in ruil voor het kleed van Edessa.

### Verdere buitenlandse politiek
Jodenvervolgingen door Romanos leidden tot een verslechtering van de relatie met de Khazaren, een Turks volk dat het Joodse geloof had aangenomen. Toen Khazaren christenen uit hun land begonnen te verjagen stookte Romanos de Vikingen van Kiev op om de Khazaren aan te vallen.  
Romanos probeerde de invallen van Hongaren in 934 en 944 vooral te beperken via diplomatie en het betalen van schattingen.
In 941 werd Constantinopel aangevallen door Igor van Kiev. Met behulp van Grieks vuur kon de kleine en verouderde vloot van Constantinopel de aanval overzee afslaan. Igor landde toen met zijn leger in Bithynië. Johannes Kourkouas kwam met een legermacht uit het oosten en versloeg Igor. Als straf ontnam Romanos de Vikingen hun handelsrechten met Constantinopel. Igor stuurde daarom in 944 weer een vloot, waarna een nieuw handelsverdrag werd onderhandeld.

### Binnenlandse politiek
Romanos streefde voortdurend naar een goede relatie met de paus. In 933 benoemde hij zijn jongste zoon Theophylactus tot patriarch van Constantinopel. Theophylactus was een enthousiast paardenfokker die zelfs een keer uit de mis zou zijn weggelopen toen zijn favoriete merrie een veulen moest werpen. Als kerkvorst ondersteunde Theophylactus het buitenlandse beleid van zijn vader. 
Romanos saneerde de financiën van het keizerrijk en verhoogde de belastingen voor de adellijke grootgrondbezitters. Hij beschermde het bezit van kleine boeren, mogelijk in reactie op een hongeroproer in 927. Verder onderdrukte Romanos opstanden in Italië en Griekenland.
In Constantinopel bouwde Romanos een nieuw paleis met kerk, het Myrelaion (nu de Bodrum moskee) en een kerk gewijd aan Christus Chalkites, bij de Hagia Sophia.
Hem voorspelde de vrome kluizenaar Lucas van Stiri dat het eiland Kreta op de Saracenen heroverd zou worden (dat gebeurde inderdaad, maar pas in 961, na Romanos' dood). Als dank voor die profetie liet de keizer na de dood van de vrome Lucas in 935 een kloosterkerk bouwen op de plek waar de kluizenaar had geleefd en begraven was.

### Einde van zijn bewind
Romanos bleef keizer tot op hoge leeftijd. Steeds meer ging hij zich zorgen maken over het oordeel van God over zijn daden. Na de dood van zijn capabele oudste zoon Christophoros in 932, benoemde Romanos geen van de overblijvende medekeizers tot eerste medekeizer. Zijn zoons Stephanos Lekapenos en Constantijn VIII Lekapenos zagen hierin een aanwijzing dat Constantijn VII impliciet tot opvolger was aangewezen. In 944 dwongen zij Romanos om af te treden en monnik te worden op het eiland Proti. Er brak echter een opstand uit in Constantinopel ter ondersteuning van Constantijn VII. Stephanos en Constantijn VIII moesten zich in ballingschap bij hun vader voegen en Constantijn VII werd keizer. Romanos overleed in 948 en werd begraven in het Myrelaion.
Constantijn VII had zich als medekeizer vooral beziggehouden met historische en staatkundige studies. Als keizer zette hij die voort en liet het bestuur over aan zijn vrouw Helena (Romanos' dochter) en aan zijn hovelingen. Wel kon Constantijn in zijn werk een oordeel opnemen over Romanos: "... een idioot en een analfabeet ... niet opgevoed in de hoge keizerlijke tradities ... ruw en autoritair ... niet genegen om zich te voegen naar wat goed en behoorlijk is ...".

## Huwelijk en kinderen
Romanos was getrouwd met Theodora (ouders onbekend), waarschijnlijk had hij daarvoor een onbekende eerste echtgenote. Romanos kreeg de volgende kinderen uit zijn vermoedelijke eerste huwelijk:
- Christophoros Lekapenos, medekeizer
- Stephanos Lekapenos, medekeizer
- Agatha Lekapene, gehuwd met Romanos Argyros, grootmoeder van keizer Romanos III
- onbekende dochter, getrouwd met een edelman met de achternaam Mousele
- onbekende dochter, getrouwd met Romanos Saronites

Kinderen van Romanos en Theodora:
- Theophylaktos (ca. 914 - 27 februari 956), gecastreerd met oog op een kerkelijke loopbaan, patriarch van Constantinopel op 16-jarige leeftijd nadat zijn broers tot medekeizer waren gekroond, op 18-jarige leeftijd volwaardig in functie, overleden door een val van zijn paard.
- Helena Lekapene, gehuwd met keizer Constantijn VII
- Constantijn VIII Lekapenos, medekeizer

Bij een minnares had Romanos een zoon:
- Basileios (ovl. 985), gecastreerd nadat Constantijn VII aan de macht kwam, hoogste bestuurder onder de keizers Nikephoros II Phokas, Johannes I Tzimiskes en Basileios II Boulgaroktonos. Keizer Basileios onthief de ernstig zieke (volgens bronnen verlamd en een "levend lijk") Basileios van zijn functies en Basileios overleed korte tijd later.